# Richland (Washington)
Richland é uma cidade localizada no estado norte-americano de Washington, no Condado de Benton. A cidade foi fundada em década de 1900, e incorporada em 28 de abril de 1910.

## Demografia
Segundo o censo norte-americano de 2000, a sua população era de 38.708 habitantes.
Em 2006, foi estimada uma população de 44.668, um aumento de 5960 (15.4%).

## Geografia
De acordo com o United States Census Bureau tem uma área de
97,8 km², dos quais 90,2 km² cobertos por terra e 7,6 km² cobertos por água. Richland localiza-se a aproximadamente 126 m acima do nível do mar.

## Localidades na vizinhança
O diagrama seguinte representa as localidades num raio de 16 km ao redor de Richland.

## Filhos Ilustres
- Nate Mendel
- Hope Solo
- Leilani Mitchell